# Cantone di Causse-Comtal
Il Cantone di Causse-Comtal è una divisione amministrativa dell'arrondissement di Rodez.
È stato costituito a seguito della riforma approvata con decreto del 21 febbraio 2014, che ha avuto attuazione dopo le elezioni dipartimentali del 2015.

## Composizione
Comprende i 7 comuni di:
- Agen-d'Aveyron
- Bozouls
- Gabriac
- La Loubière
- Montrozier
- Rodelle
- Sébazac-Concourès